# Incisura lytteltonensis
Incisura lytteltonensis es una especie de molusco gasterópodo de la familia Fissurellidae.

## Distribución geográfica
Se encuentra  en Nueva Zelanda.